# Archaeopone
Archaeopone – rodzaj mrówek, opisany przez Dlussky'ego w 1983.

## Gatunki
Rodzaj obejmuje dwa wymarłe gatunki:
- Archaeopone kzylzharica Dlussky, 1983
- Archaeopone taylori Dlussky, 1983